# Belegering van Al-Qarara
De aanval op Al-Qarara was een militair gevecht tussen binnenvallende Israëlische troepen en lokale Palestijnse troepen.

## Belegering
Op 6 december trokken Israëlische troepen vielen Al-Qarara binnen en kwamen in botsing met lokale verzetstroepen Op 11 december omsingelden Israëlische troepen al-Sureij en al-Qarara. Op 31 december werd gemeld dat Israëlische troepen zich naar As-Sureij hadden verplaatst, waardoor de belegering rond Al-Qarara werd verscherpt. Op 10 januari kreeg de nieuws organisatie Al Jazeera toegang tot Al-Qarara na de Israëlische terugtrekking. Hier registreerde zij de enorme verwoestingen en een groot aantal burgerlijke en militaire doden.
Op 3 maart hervatten Israëlische troepen hun operaties in Al-Qarara. Kort hierna, op 9 maart raakte de IDF Bislamach Brigade in gevecht met Hamas strijders in Qarara. Anders dan verwacht bleef het Qarara-bataljon van Hamas gevecht waardig. Op 16 maart nam Israël voortgang en bezette het delen van Al-Qarara. Op 21 maart kwam de Israëlische 7de Brigade in gevecht met Hamas soldaten die door het gebruik van RPG's Israëlische Tanks tegen hielden. Op 24 maart viel Israël een Hamas-bijeenkomst aan in Qarara. Op 29 maart claimden de Palestijnse Islamitische Jihad en het Democratisch Front voor de Bevrijding van Palestina afzonderlijk een reeks aanslagen in Al-Qarara. Op 2 april voerde de 7de IDF-brigade een luchtaanval uit, gericht op Palestijnse strijders en wapendepots in Al-Qarara. Op 3 april meldde de IDF een grote raketwerper te hebben vernietigd in een olijftuin in Al-Qarara. Later, op 7 april 2024 trokken Israëlische troepen zich terug uit Al-Qarara en de omliggende gebieden in de zuidelijke Gazastrook. De IDF slaagden er niet in om hoge Hamas-functionarissen of gegijzelden te vinden in Al-Qarara, ondanks dat de inlichtingendiensten de aanwezigheid van gegijzelden en Hamas-functionarissn aangaven.

## Nasleep
Op 22 mei 2024 kondigde Israël een aanval op Al-Qarara aan. Hier kwamen meerdere Hamas-strijders om het leven. Later, op 2 Juni voerde Israël vervolg beschietingen uit, het is onbekend of deze veel schade veroorzaakten.